# Veronique Thouvenot
Veronique Thouvenot (Concepción, julio de 1957) es una científica chilena, médica y cofundadora de la Fundación Millenia2025 enfocada en el empoderamiento y la igualdad de las mujeres. En 2019 fue nombrada como unas de las 100 mujeres de la BBC.
El trabajo de Thouvenot busca integrar la tecnología en los servicios de salud para empoderar a las mujeres y mejorar los resultados en comunidades vulnerables. Su visión combina innovación tecnológica con una perspectiva humanitaria, transformando la manera en que se brinda atención médica en contextos desfavorecidos.

## Biografía
Thouvenot nació en Concepción, Chile. Al salir de la universidad se mudó a Suecia donde comenzó su práctica médica. Thouvenot junto con Jordi Serrano Pons y Coumba Touré fundaron la Fundación Millenia2025, que se centra en el empoderamiento de la mujer. En la Asamblea General de las Naciones Unidas (UNGA) en 2014, su fundación lanzó la aplicación de salud materna "Zero Mothers Die" y proporcionó a las mujeres teléfonos móviles para acceder a la aplicación para obtener información sobre embarazos disponible en ocho idiomas de forma gratuita. Veronique ve la tecnología como una forma de reducir el altísimo número de muertes por parto.
Fue nombrada como una de las 100 mujeres de la BBC (mujeres inspiradoras e influyentes de todo el mundo) en 2019 por su trabajo en salud materna.
En (2019) la fundación que fundó trabajaban 484 expertos de más de 65 países. Facilitan teléfonos e información de salud con mensajes de texto. También dirige el Grupo de Trabajo Internacional Mujeres y Salud de la Red Global de mujeres de Telemedicina